# Георгіївський монастир святих Жон Мироносиць
Свя́то-Гео́ргіївський жіно́чий монаст́ир — православний (ПЦУ) жіночий монастир, розташований в Білоцерківцях Пирятинського району Полтавської області.

## Історія і опис монастиря
Заснований в 2009 році на основі зруйнованого Свято-Геогргіївського храму (1848 р.) та колишньої школи (1916 р.) вебсторінка http://www.xram.org.ua/%5Bнедоступне+посилання+з+травня+2019%5D

## Архітектор
Збудована за проектом відомого архітектора XIX століття, обрусілого німця, Костянтина Андрійовича Тона.

## Історія і опис Свято-Георгіївського храму

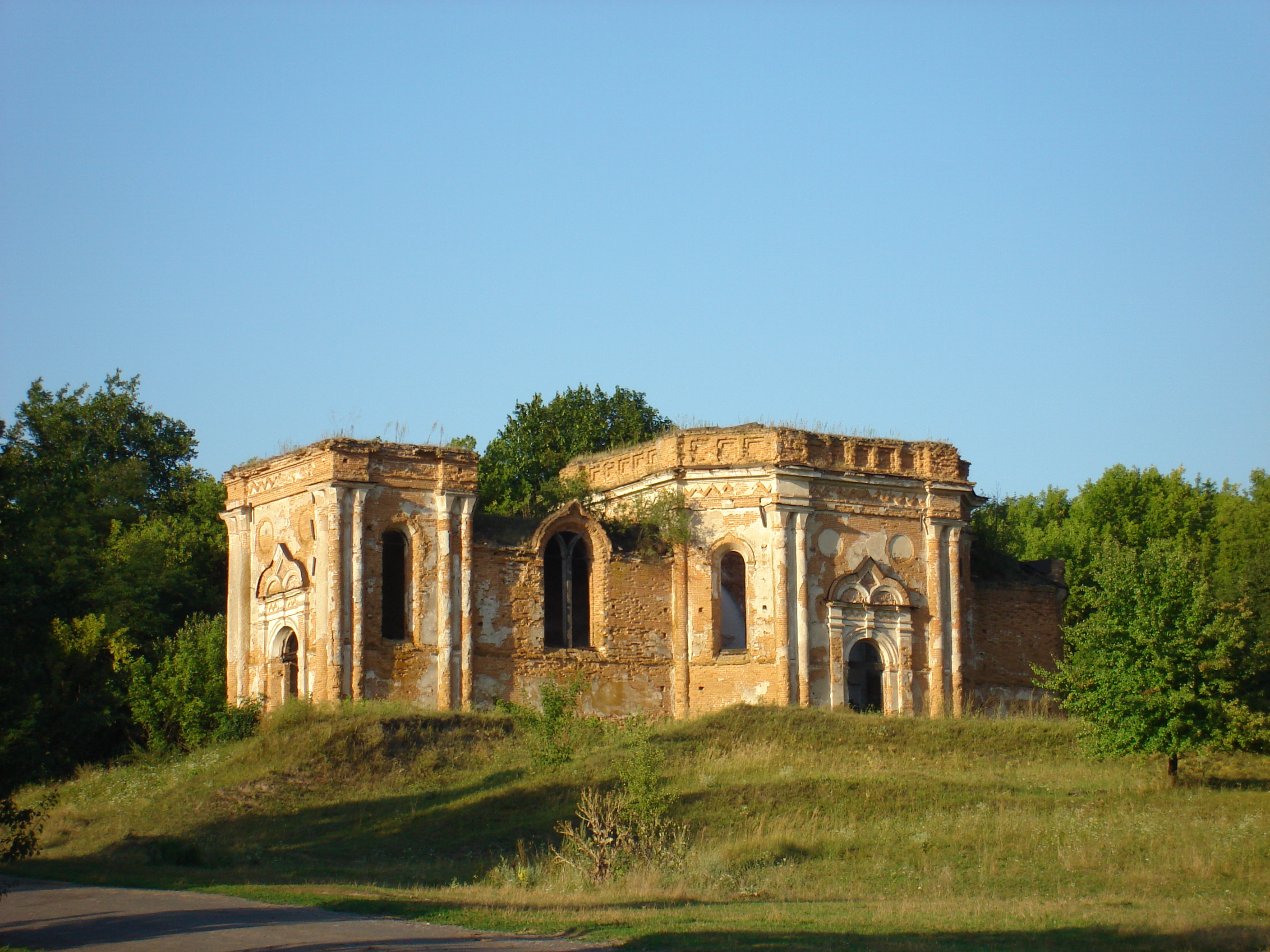

Граф Тарновський Григорій на честь свого імені задумав збудувати церкву-храм святого Григорія. Але в селі Білоцерківцях була дерев'яна церква. Двох церков в одній парафії Синодом не дозволялося.
Граф Тарновський намагався переконати місцевого священика дати санкцію на знесення старої церкви, щоб збудувати нову на новому місці.
Проте священик категорично відмовився підтримати пропозицію Тарновського.
Тоді граф, у якого був винокурний завод і водяний млин на річці Пиріжні (притока річки Многи), вирішив обійти священика, таким чином він наказав своєму кучеру поставити на гарбу кілька бочок горілки і вина, і в своєму фаетоні поїхав з гарбою по селу, не минаючи жодного селянського двору.
Так Тарновський об'їздив усе село, частуючи селян і відбираючи від них підписи, що вони за те, щоб стару церкву знести, а нову кам'яну побудувати.
Тарновський збудував цегляний завод. Палену цеглу передавали просто з заводу на пагорб, де будувалася церква: підрядчик становив чоловік 20-25 кріпаків, які з рук в руки передавали цеглу ланцюжком до будови. Будівництво завершилось в 1848 році.
В 30-х роках, коли частину мешканців села було виселено в Шалакуш, Нядомського району, Архангельської області як куркулів, а з тих що залишилися половина померла від голоду 1933 року, церкву закрили, зняли хрести і перетворили на склад.
В 60-70-х роках в колгоспі вирощували коноплі і складали їх в приміщенні церкви.
Студенти, яких присилали на допомогу селянам, вночі лазили туди покурити, і якось з необережності в 1977 році сталося займання. Церква частково вигоріла, споруду вирішили не ремонтувати і далі вона руйнувалася сама природним чином.
За переказами, коли Тарас Шевченко гостював у Тарновських на Пирятинщині, намалював для Георгіївського храму в Білоцерківцях ікону Спаса Нерукотворного.

## Галерея

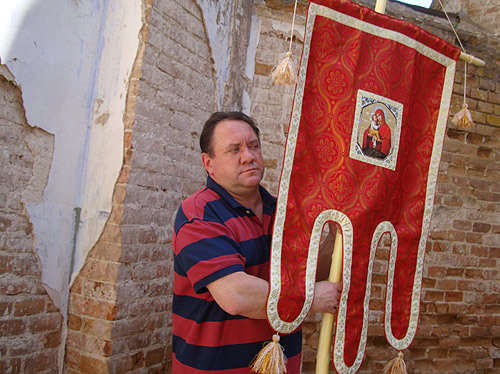
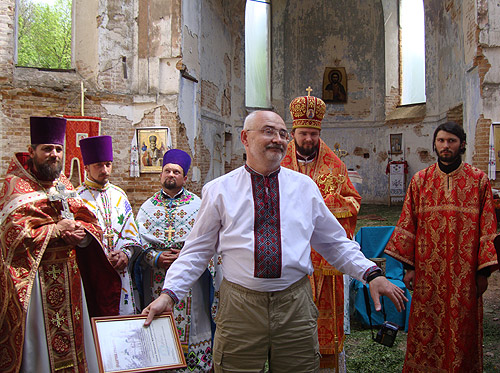
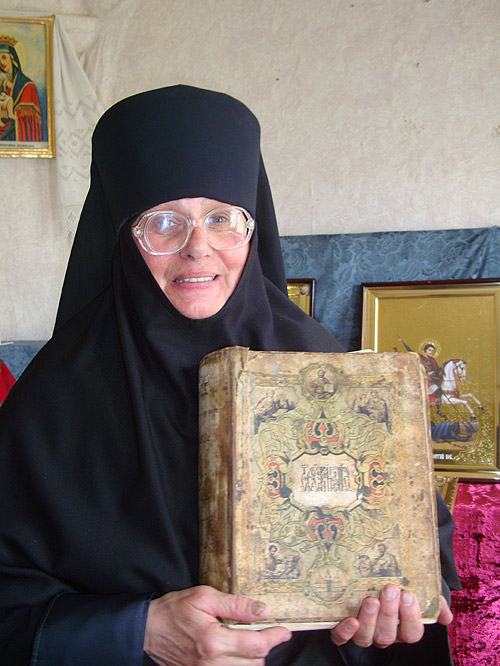
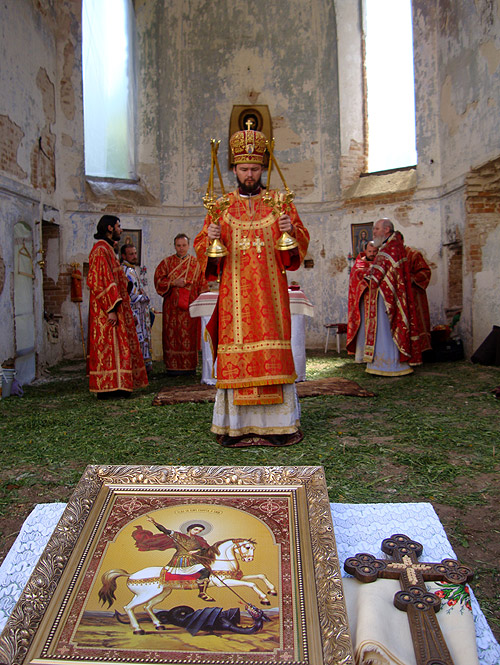
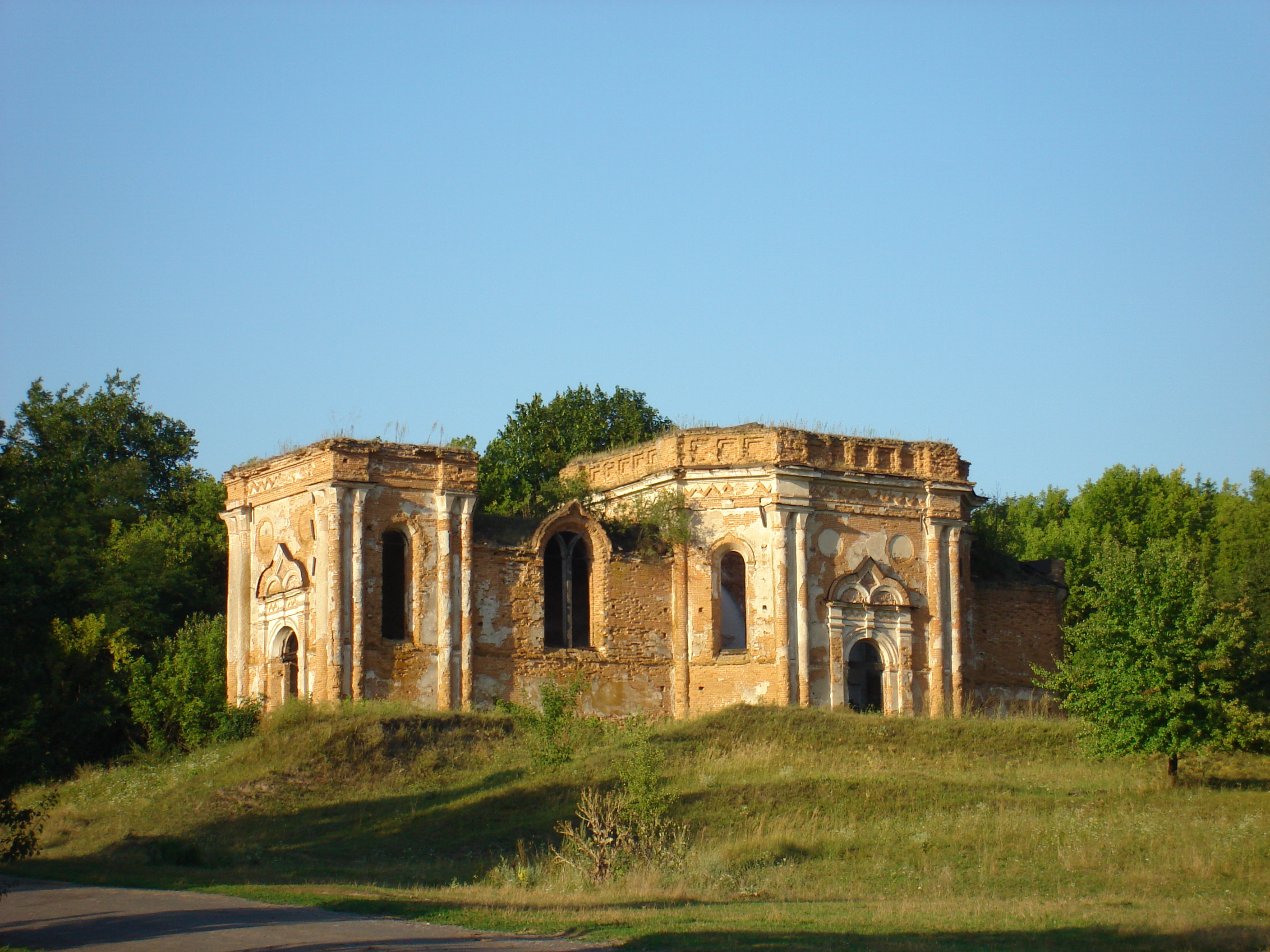
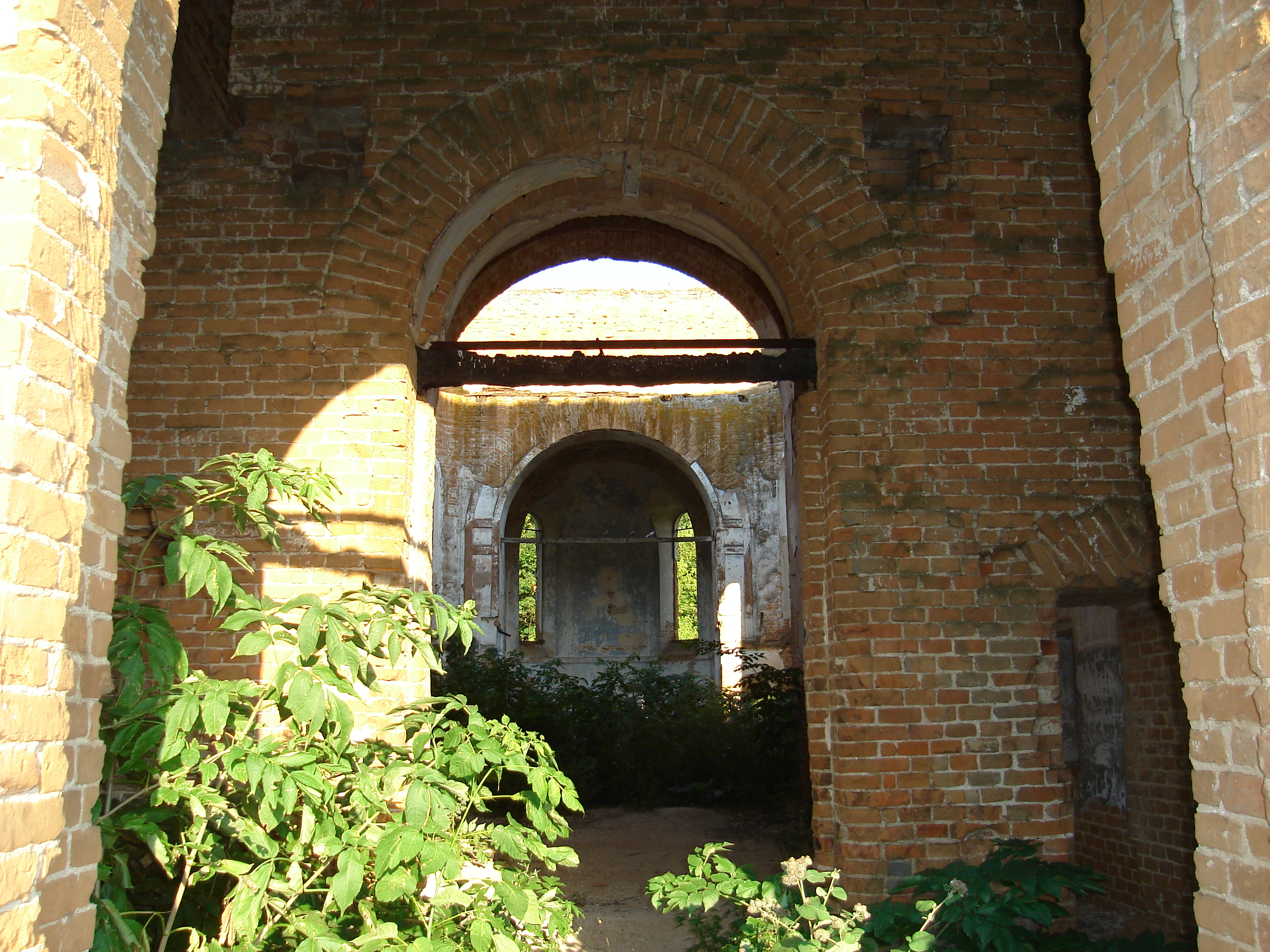